# Стеклянная комната
«Стеклянная комната» (чеш. Skleněný pokoj, англ. Glass Room) — чешский драматический фильм 2019 года поставленный Юлиусом Шевчиком. В главных ролях снялись Ханна Альстрём, Карел Роден и Карис ван Хаутен. Экранизация одноименного романа Саймона Моуэра.

## Сюжет
Лизель Ландауэр и ее подруга Хана связаны многолетними отношениями и уникальным домом, построенным архитектором фон Абтом для Лизель и ее мужа Виктора в начале 1930-х годов в Чехословакии.

## В ролях
| Актёр              | Роль    |
| ------------------ | ------- |
| Ханна Альстрём     | Лизель  |
| Карел Роден        | фон Абт |
| Карис ван Хаутен   | Хана    |
| Клас Банг          | Виктор  |
| Карел Добрый       | Лавник  |
| Роланд Мюллер      | Эпизод  |
| Александра Борбели | Эпизод  |

## Прием критиков
В 2019 году фильм был номинирован на 6 премий Czech Lion Awards, в том числе за лучшую операторскую работу, сценографию, гримм и прически, дизайн костюмов, музыку и звук.